# Carl Theodor Albrecht

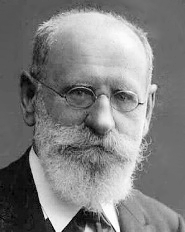
Carl Theodor Albrecht

Carl Theodor Albrecht (* 30. August 1843 in Dresden; † 31. August 1915 in Potsdam) war ein deutscher Geodät, Astronom und langjähriger Chef der preußischen Erdmessung. Als solcher prägte er die beginnende internationale Kooperation der Geodäsie und war Mitgründer des internationalen Breitendienstes, der heute unter der Bezeichnung Internationaler Dienst für Erdrotation und Referenzsysteme (IERS; englisch: International Earth Rotation and Reference Systems Service) ein weltweiter Dienst der Internationalen Union für Geodäsie und Geophysik (IUGG) ist.

## Leben
Albrecht war der Sohn des Seifensiedermeisters Friedrich Wilhelm Albrecht und besuchte die Kreuzschule in Dresden. Schon als 17-Jähriger studierte er ab 1860 Mathematik und Naturwissenschaften innerhalb der Lehrerabteilung an der damaligen Polytechnischen Schule in Dresden. Hier gründete er 1861 zusammen mit Freiherr Carl von Wagner den Verein zur Pflege der freien Rede Polyhymnia, aus dem die Freischlagende Verbindung Polyhymnia und anschließend das heutige Corps Altsachsen hervorging. Nach erfolgreichem Abschluss seines Studiums in Dresden setzte er 1865 ein Studium der Physik und Astronomie an der Universität Berlin fort. Sein gleichermaßen technisches und himmelskundliches Interesse – Astronomie war damals noch vorwiegend Astrometrie, die Astrophysik erst im Entstehen – führte Albrecht zur Geodäsie, wo er durch Organisationstalent und Zielstrebigkeit der bedeutendste deutsche „Astrogeodät“ der Jahrhundertwende wurde. Schon während des Studiums wurde er am 1. Mai 1866 Assistent im Zentralbüro der Mitteleuropäischen Gradmessung. 1867 nahm Albrecht an einer telegraphischen Längenbestimmung teil. Hier traf er auf das Arbeitsgebiet, das ihn nach eigenem Bekunden am meisten interessierte.
Das Königlich-Preußische Geodätische Institut wurde 1869 in Potsdam gegründet, das die Arbeiten des Zentralbüros übernahm. So wechselte Albrecht in das Institut. Er arbeitete anfangs als Mitarbeiter bei verschiedenen astronomisch-geodätischen Arbeiten und Messungen der Schwerkraft. Nach dem Rücktritt des Leiters der astronomischen Sektion des Instituts im Jahr 1873 wurde Albrecht von Johann Jacob Baeyer, dem Direktor des Instituts, mit der Leitung der astronomischen Arbeiten beauftragt. Als Sektionschef des Instituts machte er diese zentrale Dienststelle für einige Jahrzehnte zum Weltzentrum der Geodäsie. Es entwickelte sich später zum Zentralinstitut für Physik der Erde (ZIPE) und beherbergt heute das für die gesamtdeutsche Erdwissenschaft zuständige GeoForschungsZentrum Potsdam (GFZ). 1895 wurde durch die Allgemeine Konferenz der Internationalen Erdmessung die Einführung eines Internationalen Breitendienstes beschlossen, den Albrecht zusammen mit seinen Kollegen Wilhelm Foerster und Friedrich Robert Helmert 1899 gründete. Dieser wurde später der International Polar Motion Service (IPMS) und ist heute der International Earth Rotation Service.
Daran schloss sich seine Initiative, für dieses Monitoring der Erdrotation und auch zur geophysikalischen Forschung ein weltweites Netz von Messstationen aufzubauen. Für Deutschland wird diese Aufgabe noch heute vom GFZ am Potsdamer Telegrafenberg und von der Satellitenstation Wettzell wahrgenommen.
Neben diesen Aufgaben war Albrecht auch selbst in der astrometrischen Praxis tätig: er bestimmte im Laufe seines Lebens die präzisen Sternörter von 39 Zirkumpolarsternen, sowie die astronomische Lotrichtung (vulgo „Ortsbestimmung“) von rund 50 Städten, darunter Paris, Warschau, Greenwich und New York. Dabei kooperierte er mit anderen Zentren der Erd- und Himmelskunde. Albrecht war immer bemüht, die Methoden der Beobachtungen zu verbessern und eine Erhöhung der Genauigkeit zu erreichen. Nach Aufkommen der drahtlosen Telegraphie wurden 1904 durch Albrecht umgehend Versuche zur Verwendung bei Längenbestimmungen angestellt. Bereits bei der Bestimmung des Längenunterschieds Brocken-Potsdam 1906 wurde die drahtlose Telegraphie eingesetzt. In Vorbereitung des Breitendienstes nahm Albrecht eine Auswahl der Beobachtungsstationen vor und entwickelte ein Beobachtungsprogramm. Durch die Verwendung einheitlicher Methoden und Instrumente konnte eine hohe Genauigkeit der Messungen realisiert werden.

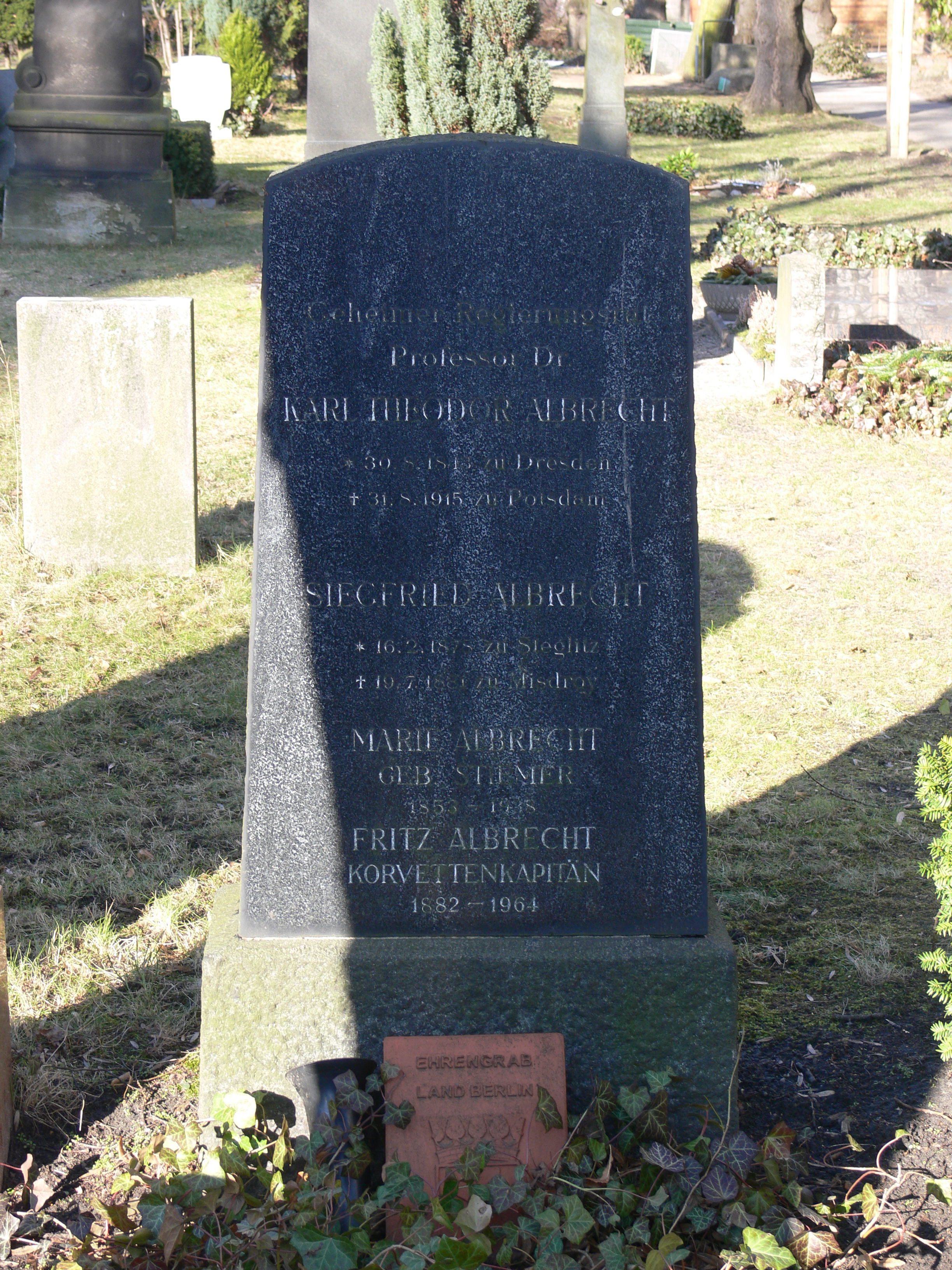
Albrechts Grab in Berlin

Eine seiner 1876 und 1883 verfassten Publikationen wurde ein teilweise bis heute benütztes Standardwerk: die von ihm auf- und zusammengestellten Formeln und Hilfstafeln für geografische Ortsbestimmung. Erst um 1980 wurden seine Formeln und Reihenentwicklungen durch die EDV und neue Verfahren endgültig abgelöst, doch sind die Tabellen für viele Zwecke bis heute nützlich.
Noch mit 71 Jahren nahm er persönlich die Messung des Längenunterschieds zwischen Borkum und New York auf der Zwischenstation Horta auf den Azoren vor. Durch den Ausbruch des Ersten Weltkriegs mussten die Arbeiten unterbrochen werden und Albrecht konnte nur unter Schwierigkeiten zurückkehren, wo er kurz darauf an einem Magenleiden starb.
Albrecht nahm an Konferenzen der Internationalen Erdmessung teil und legte 20 Berichte vor. Er gilt als einer der renommiertesten deutschen Erdmessungsastronomen des beginnenden 20. Jahrhunderts.
Sein Grab befindet sich auf dem evangelischen Alten St.-Matthäus-Kirchhof in Berlin-Schöneberg, es war bis zum Jahr 2009 ein Ehrengrab der Stadt Berlin.

## Ehrungen
Albrecht erhielt zahlreiche Ehrungen: er war korrespondierendes bzw. auswärtiges Mitglied mehrerer Akademien und gelehrter Gesellschaften. So wurde er 1882 Mitglied der Leopoldina und 1910 korrespondierendes Mitglied der Académie des sciences in Paris. Die Technische Hochschule Stuttgart verlieh ihm die Ehrendoktorwürde. Die Internationale Astronomische Union benannte ihm zu Ehren 2002 in Paris einen Asteroiden nach ihm, den 1971 entdeckten (10656) Albrecht.
Dauerhafte Wirkung hat auch der „Albrecht’sche Längenausgleich“ ganz Europas (um 1890). Aus ihm geht unter anderem die heute benützte internationale Umrechnung Ferro-Greenwich mit 17° 40′ 00.00″ hervor (siehe auch Hermannskogel und Rauenberg). Albrecht selbst hatte den Wert 17° 39′ 46.02″ ermittelt, der jedoch wegen der absoluten Lotabweichung, die sowohl bei Wien wie auch bei Berlin zufällig 13–14″ beträgt, auf den oben erwähnten runden Wert festgelegt wurde. Die zugrunde liegenden Berechnungen und Analysen gehen auf Karl Ledersteger (TH Wien) zurück, der in den 1940er Jahren die Albrecht’schen Dateien für den Bereich Mitteleuropas einer gründlichen Untersuchung unterzog.

## Werke
- Formeln und Hilfstafeln für geographische Ortsbestimmungen, 1873
- Bericht über den Stand der Erforschung der Breitenvariation im December 1897, Berlin, Reimer, 1898
- Bericht über den Stand der Erforschung der Breitenvariation im December 1898, Berlin, Reimer, 1899
- Bericht über den Stand der Erforschung der Breitenvariation im December 1899, Berlin, Reimer, 1900
- Anleitung zum Gebrauche des Zenitteleskops auf den internationalen Breitenstationen, Berlin, Reimer, 1899. (Digitalisat)
- Resultate des internationalen Breitendienstes, Bd. 1, Berlin, Reimer, 1903
- Resultate des internationalen Breitendienstes, Bd. 2, Berlin, Reimer, 1906
- Resultate des internationalen Breitendienstes, Bd. 3, Berlin, Reimer, 1909
- Resultate des internationalen Breitendienstes, Bd. 4, Berlin, Reimer, 1911
- Physikalisch-chemische Tabellen (Mitverfasser), Berlin, Springer, 1912
- Ergebnisse der Breitenbeobachtungen auf dem Observatorium in Johannesburg vom März 1910 bis März 1913, Berlin, Reimer, 1915
- Ergebnisse seiner Messungen wurden in 20 Bänden der Astronomischen Gesellschaft veröffentlicht